# Justice Crew
Die Justice Crew ist eine australische Pop-Musikgruppe aus Sydney.

## Bandgeschichte
Die Gruppe formierte sich im Jahr 2009 aus zwei verschiedenen Gruppen. Im Jahr darauf nahmen sie an der vierten Staffel von Australia's Got Talent teil, der australischen Fassung von Britain’s Got Talent, und gewannen diese Castingshow sowie ein Preisgeld von 250.000 Dollar. Im Anschluss unterzeichneten sie einen Plattenvertrag mit Sony Music Australia.
Ihre Debütsingle And Then We Dance (2010) erreichte den 26. Platz auf den australischen ARIA Charts und wurde für 70.000 verkauften Kopien mit Platin ausgezeichnet. Auf der Bestenliste des Jahres 2010 landete die Single auf dem 42. Platz. Auch ihre nächsten Singles Friday to Sunday und Dance with Me hatten einen ähnlichen Erfolg. Mit der fünften Single, Boom Boom (2012), erreichten sie den ersten Platz der Charts, und die Single wurde mit 6-fach-Platin ausgezeichnet. Sie wurde auch in Neuseeland und ein Jahr später in Deutschland veröffentlicht und erreichte dort jeweils die Charts.
Mit Best Night und Everybody folgten zwei weitere Top-Ten-Singles und im Jahr 2014 mit Que sera der zweite Nummer-eins-Hit für die Crew. Neun Wochen lang hielt sich das Lied an der Spitze und stellte damit einen neuen Rekord an Nummer-eins-Wochen eines australischen Interpreten in den ARIA-Charts auf. Lediglich in der Vor-ARIA-Zeit hatte es die Band Daddy Cool schon einmal auf zehn Wochen gebracht. Die Single wurde mit 4-fach-Platin ausgezeichnet.
Justice Crew bestand ursprünglich aus insgesamt neun Mitgliedern. Ehemalige Mitglieder sind: Omar Kamara, Anastasios Tass Repousis und Emmanuel Rodriguez. Die Musikgruppe besteht mittlerweile aus sechs Bandmitgliedern: Solo Tohi, Samson Smith, Paul Eric Merciadez, Lenny Pearce, John Pearce und Lukas Bellsini. Solo Tohi und Samson Smith haben neuseeländische Wurzeln.

## Diskografie

### Alben
| Jahr | Titel             | Höchstplatzierung, Gesamtwochen, AuszeichnungChartplatzierungen (Jahr, Titel, Platzierungen, Wochen, Auszeichnungen, Anmerkungen) | Höchstplatzierung, Gesamtwochen, AuszeichnungChartplatzierungen (Jahr, Titel, Platzierungen, Wochen, Auszeichnungen, Anmerkungen) | Höchstplatzierung, Gesamtwochen, AuszeichnungChartplatzierungen (Jahr, Titel, Platzierungen, Wochen, Auszeichnungen, Anmerkungen) | Anmerkungen                             |
| Jahr | Titel             | DE | AU | NZ | Anmerkungen                             |
| ---- | ----------------- | --- | --- | --- | --------------------------------------- |
| 2014 | Live by the Words | — | AU7 (6 Wo.)AU | NZ— GoldNZ | Erstveröffentlichung: 28. November 2014 |

### Kompilationen
- 2011: Justice Crew Party Mix (Sony Music Australia)

### Singles
| Jahr | Titel Album                      | Höchstplatzierung, Gesamtwochen, AuszeichnungChartplatzierungen (Jahr, Titel, Album, Platzierungen, Wochen, Auszeichnungen, Anmerkungen) | Höchstplatzierung, Gesamtwochen, AuszeichnungChartplatzierungen (Jahr, Titel, Album, Platzierungen, Wochen, Auszeichnungen, Anmerkungen) | Höchstplatzierung, Gesamtwochen, AuszeichnungChartplatzierungen (Jahr, Titel, Album, Platzierungen, Wochen, Auszeichnungen, Anmerkungen) | Anmerkungen                                                           |
| Jahr | Titel Album                      | DE | AU | NZ | Anmerkungen                                                           |
| ---- | -------------------------------- | --- | --- | --- | --------------------------------------------------------------------- |
| 2010 | And Then We Dance –              | — | AU26 Platin · (5 Wo.)AU | — | Erstveröffentlichung: 27. August 2010                                 |
| 2010 | Friday to Sunday –               | — | AU18 ×2Doppelplatin · (18 Wo.)AU | — | Erstveröffentlichung: 17. Dezember 2010                               |
| 2011 | Dance with Me –                  | — | AU44 Gold · (5 Wo.)AU | — | Erstveröffentlichung: 29. März 2011 feat. Flo Rida                    |
| 2012 | Boom Boom Live by the Words      | DE46 (3 Wo.)DE | AU1 ×6Sechsfachplatin · (28 Wo.)AU | NZ3 ×2Doppelplatin · (22 Wo.)NZ | Erstveröffentlichung: 2. Juli 2012                                    |
| 2012 | Best Night Live by the Words     | — | AU7 ×2Doppelplatin · (13 Wo.)AU | NZ24 Gold · (5 Wo.)NZ | Erstveröffentlichung: 30. November 2012                               |
| 2013 | Everybody Live by the Words      | — | AU6 ×2Doppelplatin · (16 Wo.)AU | NZ25 Gold · (3 Wo.)NZ | Erstveröffentlichung: 11. Oktober 2013                                |
| 2014 | Que sera Live by the Words       | — | AU1 ×5Fünffachplatin · (24 Wo.)AU | NZ14 Platin · (16 Wo.)NZ | Erstveröffentlichung: 2. Mai 2014                                     |
| 2014 | Where You From? –                | — | AU19 (9 Wo.)AU | — | Erstveröffentlichung: 19. September 2014 Beau Ryan feat. Justice Crew |
| 2014 | Rise & Fall Live by the Words    | — | AU11 Gold · (4 Wo.)AU | — | Erstveröffentlichung: 24. Oktober 2014                                |
| 2015 | I Love My Life Live by the Words | — | — | — | Erstveröffentlichung: 3. April 2015                                   |
| 2015 | Good Time –                      | — | — | — | Erstveröffentlichung: 13. November 2015                               |
| 2016 | Pop Dat Buckle –                 | — | — | — | Erstveröffentlichung: 9. Dezember 2016                                |
| 2019 | So Long –                        | — | — | — | Erstveröffentlichung: 18. Januar 2019                                 |